# 摩西律法

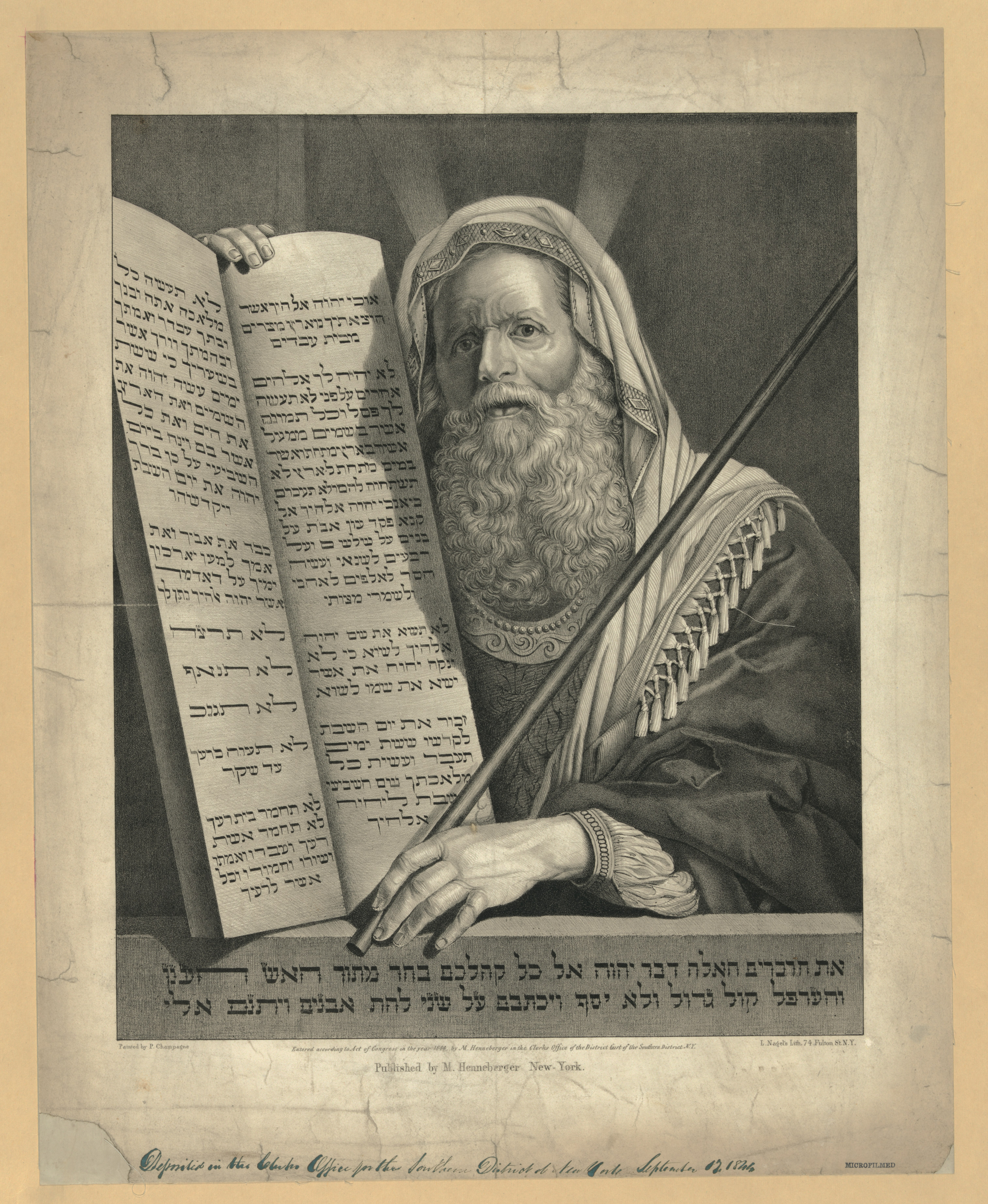
Popular Graphic Arts在1844年繪畫的十誡

摩西律法或譯梅瑟法律（英語：Mosaic law）指的是上帝通过摩西向以色列人（原犹太人）颁布的诫命；新教稱之為律法，天主教稱之為法律。
根据指示的宽泛程度，摩西律法可以指：
- 十诫
- 613條戒律
- 圣经法律
- 摩西五经

在少数情况下，摩西律法也可指：
- 塔纳赫
- 哈拉卡